# The Cross Bearer
Pour plus de détails, voir Fiche technique et Distribution.
The Cross Bearer est un film américain réalisé par George Archainbaud et sorti en 1918.

## Synopsis
Un cardinal protège comme il le peut son église et ses paroissiens à Louvain pendant la Première Guerre mondiale.

## Fiche technique
- Titre provisoire : Cardinal Mercier ou The Cardinal
- Réalisation : George Archainbaud
- Scénario : Anne Maxwell
- Production : World Film
- Photographie : Philip Hatkin
- Genre :Drame
- Durée : 50 minutes (5 bobines)[2]
- Date de sortie :
  - États-Unis : 7 mars 1918[3]

## Distribution
- Montagu Love : cardinal Mercier
- Jeanne Eagels : Liane de Merode
- Tony Merlo :  Maurice Lambeaux
- George Morgan : Gaston Van Leys
- Edward Elkas : banchiere Van Leys

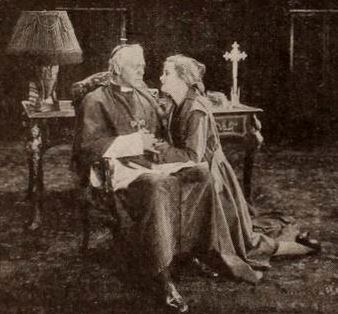
Montagu Love et Jeanne Eagels dans une scène du film.

- Charles Brandt : barone Spiegelman
- Eloise Clement : Jeanne Perrier
- Al Hart : colonnel Krause
- Alec B. Francis : frère Joseph
- Kate Lester : la gouvernante du cardinal